# Hästtjärnen (Gagnefs socken, Dalarna)
Hästtjärnen är en sjö i Gagnefs kommun i Dalarna och ingår i Norrströms huvudavrinningsområde.